# Чуньвэй
Чуньвэй, шуньвэй (кит. 淳維) — древний кочевой народ времен династии Ся, проживавший на территории современной Монголии и Северного Китая. Согласно китайской исторической традиции, отождествляются с сюньюй, гуйфан, сяньюнь, жун, бэйди и хунну.

## История
Согласно сообщению древнекитайского историка Сыма Цяня, оставленного им в «Ши цзы», в XVIII в. до н.э. принц павшего царства Ся по имени Чуньвэй (Шунь-вэй) и его подданные ушли в северные степи, встретились там с племенами сюньюй и со временем смешались с ними, приняв кочевой образ жизни.
Китайский ученый-классик и первый президент Императорского Нанкинского университета Вэй Чжао (204–273) отождествлял чуньвэй с хунну: «Во времена династии Хань они были известны как сюнну (хунну, 匈奴); хуньюй (葷粥) и сюньюй (獯粥) являются различными транскрипциями названия чуньвэй (淳維)».
Во времена династии Шан-Инь термин чуньвэй на северном диалекте соответствовал названию хуньюй. Учитывая данный факт, Katalin Csornai сформулировала концепцию, согласно которой чуньвэй, сюньюй и сюнну — названия одного и того же народа на разных диалектах. Ин Шао (Ying Shao), комментатор Хоу Ханьшу, считал, что термин сюньюй (獯粥) времен династии Шан-Инь трансформировался со временем в сюнну (匈奴).
Согласно Сыма Цяню, сюнну (匈奴) — позднее имя народа, ранее известного как шаньжун (山戎), сяньюнь (獫狁) и хуньюй (葷粥). По мнению Сыма Чжэня, племена, которые в эпоху правления Тана (Тан Яо) и Юя (Юй Шунь) назывались шаньжун или сюньюй; в эпоху Ся стали именоваться чуньвэй (шуньвэй), в эпоху Инь — гуйфан, в эпоху Чжоу — яньюн (сяньюнь), а к эпохе Хань стали известны под общим именем сюнну.
Ван Го-вэй (1877— 1927 гг.) на основе анализа надписей на бронзе, а также структуры иероглифов, в результате фонетических изысканий и сопоставления полученных данных с материалами различных источников пришел к выводу, что встречающиеся в источниках племенные названия гуйфан, хуньи, сюньюй, сяньюнь, жун, ди (бэйди) и ху обозначали один и тот же народ, вошедший позднее в историю под именем сюнну. Достаточно убедительно разработанная теория Ван Го-вэя нашла сторонников среди большинства китайских историков. Таким образом, сюнну были издавна известны в Китае под paзличными названиями. На стыке династий Шан и Чжоу они носили названия: гуйфан, хуньи или сюньюй, при династии Чжоу — сяньюнь, в начале периода Чуньцю — жун, а затем ди. Начиная с периода Чжань-го их называли ху или сюнну.
В дальнейшем ряд исследователей также поддержали данную теорию, считая, что племена, входившие в общность сяньюнь, чуньвэй (шуньвэй), хуньи, цюаньи, сюньюй, жун, шань-жун, цюань-жун, гуйфан, бэйди (ди), представляли собой предков хунну. Согласно Н.Я. Бичурину, хуньюй, хяньюнь и хунну — три разные названия одному и тому же народу, известному ныне под названием монголов.
Тюркская теория происхождения хунну является на данный момент одной из самых популярных в мировом научном сообществе. В число сторонников тюркской теории происхождения хуннов входят Э. Паркер, Жан-Пьер Абель-Ремюза, Ю. Клапорт, Г. Рамстедт, Аннемари фон Габайн, О. Прицак и другие. Известный тюрколог С. Г. Кляшторный считал хунну преимущественно тюркоязычными племенами.